# Guettarda abbottii
Guettarda abbottii är en måreväxtart som beskrevs av Ignatz Urban. Guettarda abbottii ingår i släktet Guettarda och familjen måreväxter. Inga underarter finns listade i Catalogue of Life.